# Nikolai Kolésnikov
Nikolai Kolésnikov   (Bugulminski, 15 de març de 1952) és un aixecador de peses rus, ja retirat, que va competir sota bandera de la Unió Soviètica durant la dècada de 1970.
El 1976 va prendre part en els Jocs Olímpics d'Estiu de Montreal, on va guanyar la medalla de bronze del pes ploma del programa d'halterofília.
En el seu palmarès també destaquen cinc medalles al Campionat del món d'halterofília, tres d'or i dues de plata, entre les edicions de 1974 i 1978, així com cinc medalles al Campionat d'Europa d'halterofília, quatre d'or i una de plata, entre les edicions de 1975 i 1979. Durant la seva carrera esportiva va establir vuit rècords del món, sis en dos temps i dos en el pes total. A nivell nacional guanyà quatre campionats soviètics, el 1975, 1977, 1978 i 1979.
Una vegada retirat va treballa com a policia. A finals de la dècada de 1990 començà a exercir d'entrenador, primer a nivell des club i posteriorment de l'equip nacional júnior i femení rus (2016-2018).
És pare de la gimnasta Anastassia Kolésnikova, medallista als Jocs de Sydney l'any 2000.